# Jan Hendrik Brom

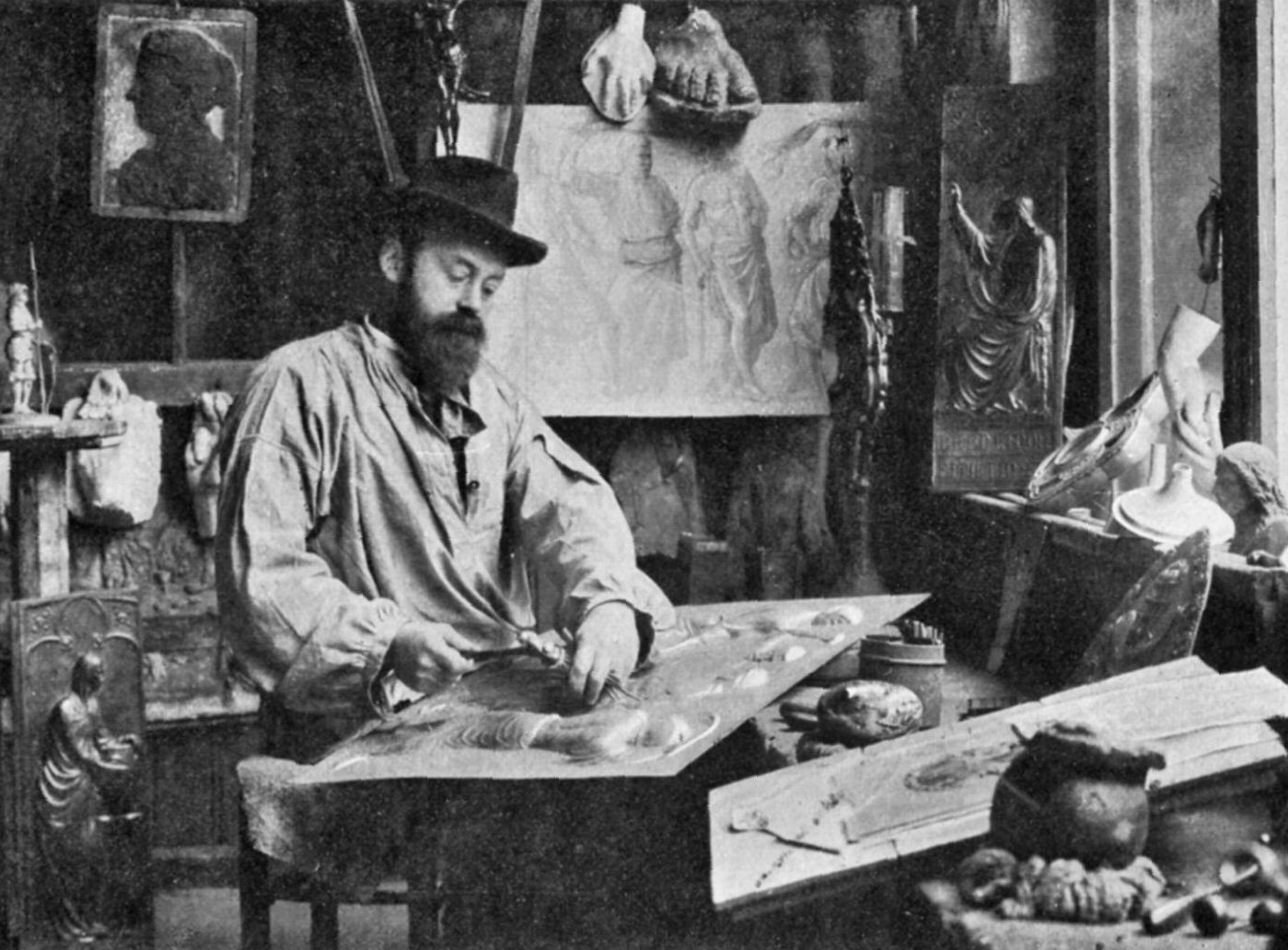
"Jan Brom een reliëf drijvende" (1910)

Johannes Henricus Brom (Utrecht, 21 juli 1860 – aldaar, 1 februari 1915) was een Nederlands edelsmid.

## Leven en werk
Brom, die Jan Hendrik of kortweg Jan werd genoemd, was een zoon van Gerard Bartel Brom (1831-1882) en Johanna Catharina Kok. Een paar jaar voor zijn geboorte had zijn vader edelsmidse Brom opgericht, de zaak was gespecialiseerd in het maken van edel- en siersmeedkunst voor de Rooms-Katholieke Kerk. Jan Hendrik werd op zijn vaders atelier opgeleid in de smeedkunst. Hij kreeg les in boetseren en tekenen van Friedrich Wilhelm Mengelberg.
Na het overlijden van zijn vader nam hij het bedrijf over en breidde het uit. In 1898 verhuisde hij de zaak naar de Drift 15 in Utrecht. Hij bleef aanvankelijk in de neogotische traditie werken, maar brak daar rond 1900 mee en ging modernere ontwerpen maken. Het belang daarvan werd ook na zijn dood erkend: "Zijn originaliteit, het persoonlijk karakter zijn werken en de eenvoud, waarin hij de meest monumentale werken wist te houden, zijn baanbrekend geweest voor al het werk der jongeren." Brom ontwierp en vervaardigde onder meer altaren, communiebanken en doopvonten, maar ook kleiner werk als liturgisch vaatwerk en sieraden. Hij had een goede reputatie in binnen- en buitenland en zijn werk werd bekroond op nationale tentoonstellingen, bij onder andere Arti et Industriae, en de wereldtentoonstellingen in St. Louis, London, Parijs en Amsterdam.
Uit zijn huwelijk in 1890 met Agatha Maria Constantia de Charro werden onder anderen Jan Eloy (1891-1954), Leo (1896-1965) en Joanna Brom (1898-1980) geboren, die allen in het familiebedrijf zouden gaan werken. Naast zijn werk was Brom onder meer medeoprichter van de vereniging Voor de kunst (1895), lid van het St. Bernulphusgilde en het Historisch Genootschap te Utrecht, en bestuurslid van het Genootschap Kunstliefde en het Utrechtsch Museum van Kunstnijverheid. Jan Hendrik Brom werd meerdere malen onderscheiden, hij ontving het erekruis Pro Ecclesia et Pontifice (1889) en werd benoemd tot ridder in de ordes van Oranje-Nassau (1898), Sint Silvester (1888), de Gulden Spoor, het Legioen van Eer (1901) en de Kroon van België (1911). Anthon van Rappard en Huib Luns schilderden zijn portret.
Brom overleed na een ziekbed, op 54-jarige leeftijd. Hij werd begraven op de rooms-katholieke begraafplaats Sint Barbara in Utrecht. Het grafmonument van Jan Hendrik Brom is een rijksmonument.

## Enkele werken
- 1882 – communiebank voor de Sint-Catharinakerk in Amsterdam. Overgeplaatst naar de Onze-Lieve-Vrouw-van-Lourdeskerk in Scheveningen.
- 1887 – doopvont voor de Onze-Lieve-Vrouw Onbevlekt Ontvangenkerk in Overveen
- 1889 – restauratie van de monstrans van het Sacrament van Niervaert.
- 1891 – reliekschrijn voor Heilige Lebuinus voor de Broederenkerk in Deventer.
- 1891 – monstrans voor de St. Jacobuskerk in Den Haag.
- 1892 – marmeren doopvont met koperen deksel voor de kerk van de Heilige Kruisverheffing in Raalte.
- 1894 – gildeketen voor het St. Bernulphusgilde in Utrecht.[7]
- 1895 – Sint Michaël. Geschenk van de Zwolse vrouwen aan koningin Wilhelmina.[8]
- 1895 – Engel van Maastricht, naar een ontwerp van Victor de Stuers. Een geschenk van de stad aan koningin Wilhelmina.[8][9]
- 1900 – hoogaltaar voor de Ignatiuskerk in Nijmegen.
- 1901 – hoofdaltaar in de Martinuskerk, Gendringen.
- 1901 e.v. – communiebank in de Sacramentskapel (1901), monstrans (1905), kroonluchters (1911), koorhek (1911) en een opengewerkte preekstoel (1912) met waaiervormig klankbord (1914) voor de Sint-Bavokathedraal in Haarlem.
- 1903 – godslamp voor de Sint-Antoniuskerk in Utrecht. Een geschenk van Brom t.g.v. zijn twaalfeneenhalfjarig huwelijk.
- 1905 – monstrans voor de Sint-Bavokathedraal in Haarlem.
- 1909 – zilveren lampetkan en waskom voor prinses Juliana.[10] Geschenk van de vrouwen van de provincie Utrecht aan koningin Wilhelmina.
- 1912 – hoofdaltaar voor de Jacobus de Meerderekerk in Lonneker.
- 1913 – ontwerp voor de fontein met beeldje van Hugo Wstinc in de pandhof van de Dom van Utrecht. Het werk werd uitgevoerd door zoon Jan Eloy. De fontein was een geschenk van de stad Utrecht aan de Universiteit.[11]
- doopvont voor de Sint-Stephanuskerk in Borne.
- communiebank voor de Sint-Martinuskerk in Groningen.
- monstrans voor het Aartsbisschoppelijk seminarie in Rijsenburg.

## Galerij

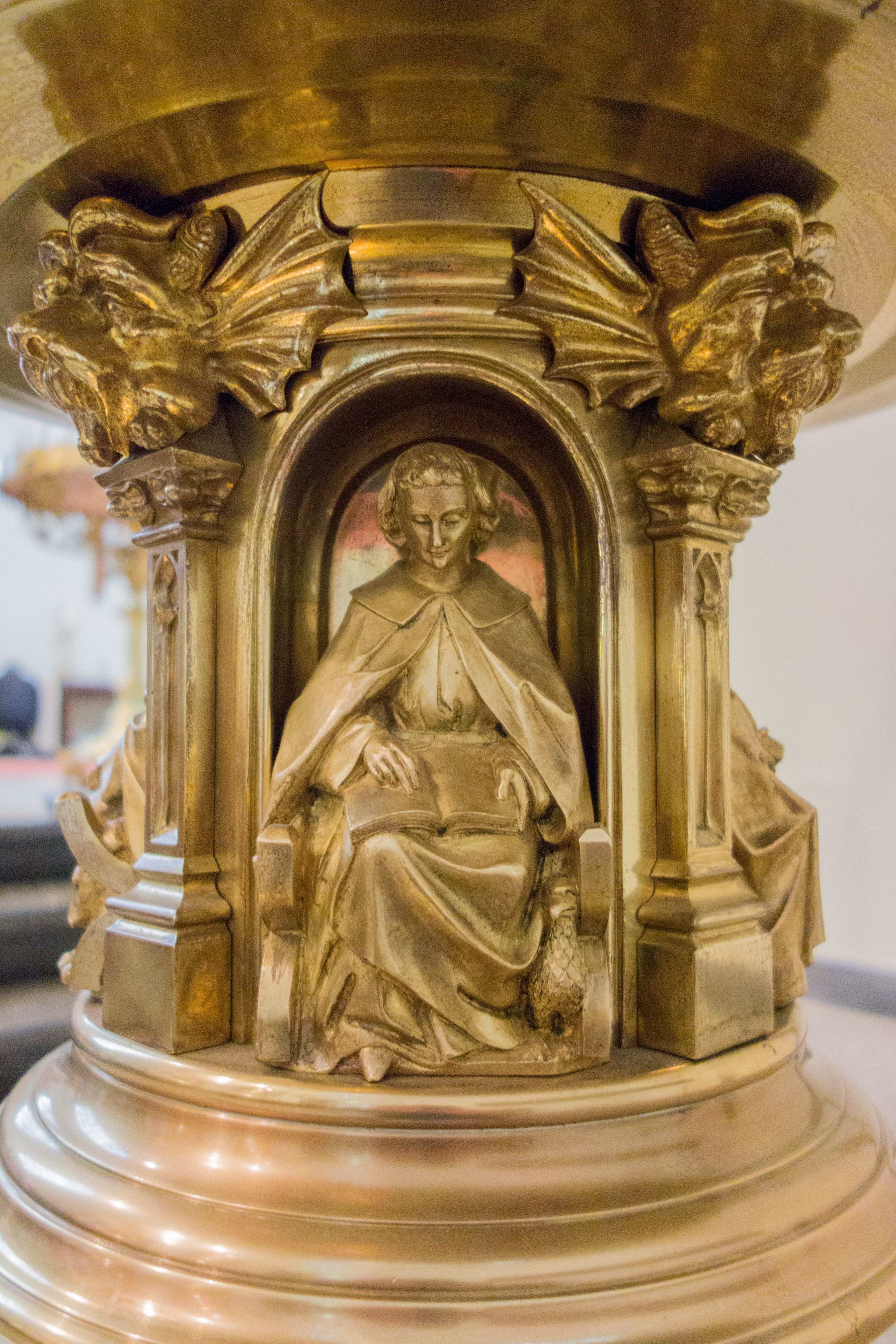
Een van de vier evangelisten in de basis van de doopvont in Overveen (1887)
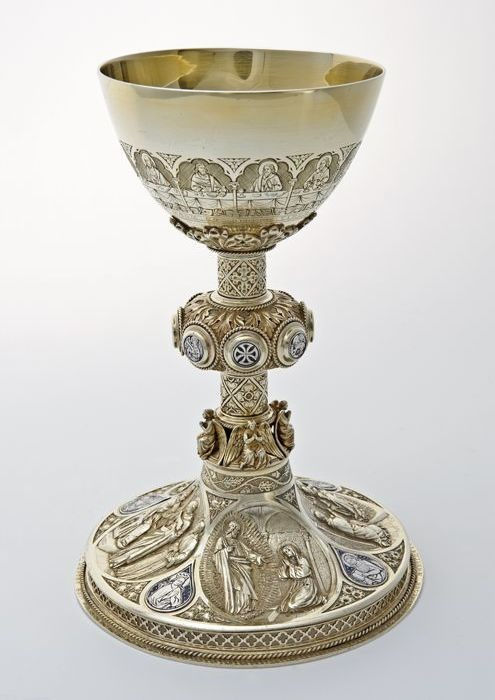
kelk (1898)
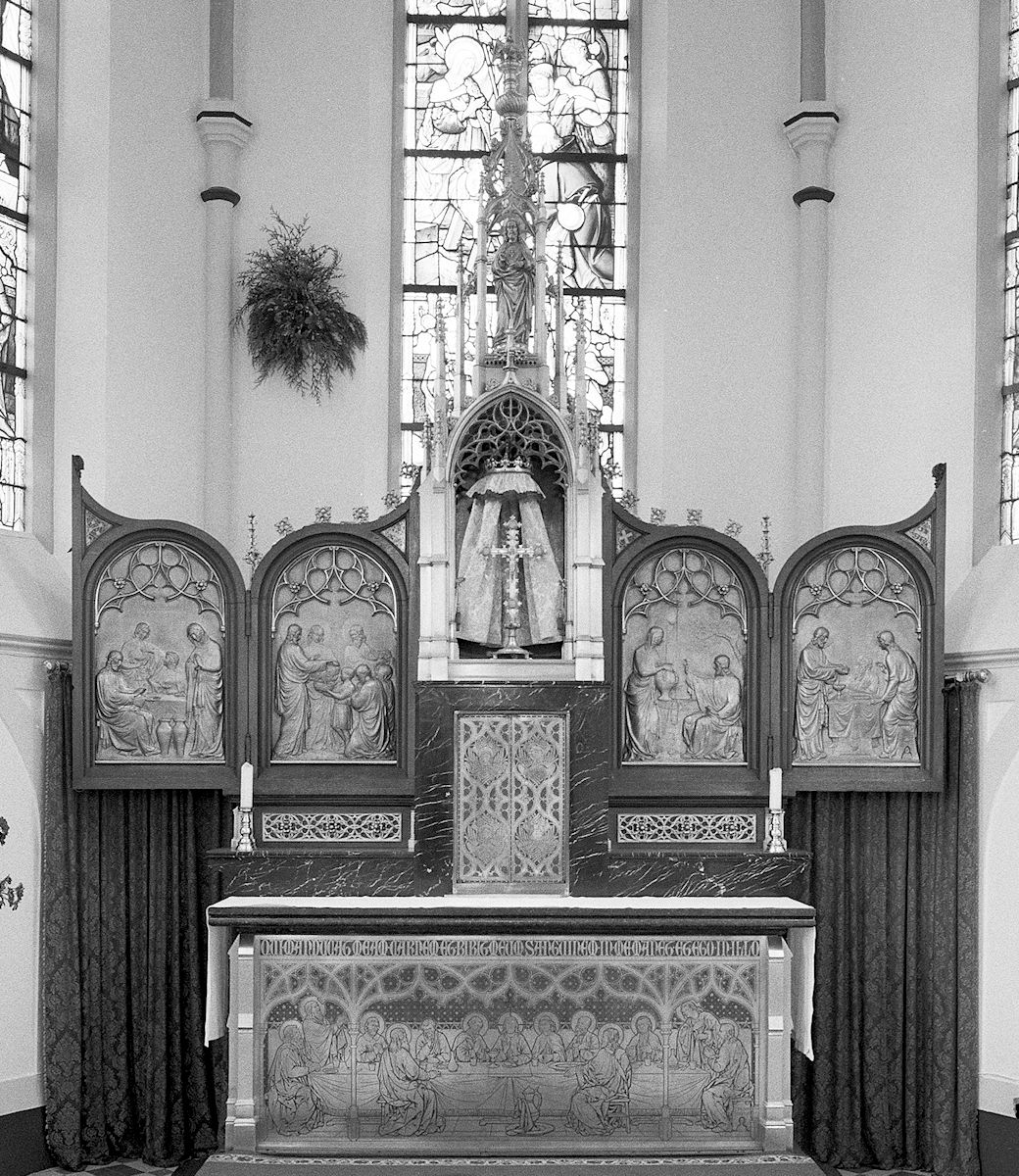
hoofdaltaar, Gendringen (1901)
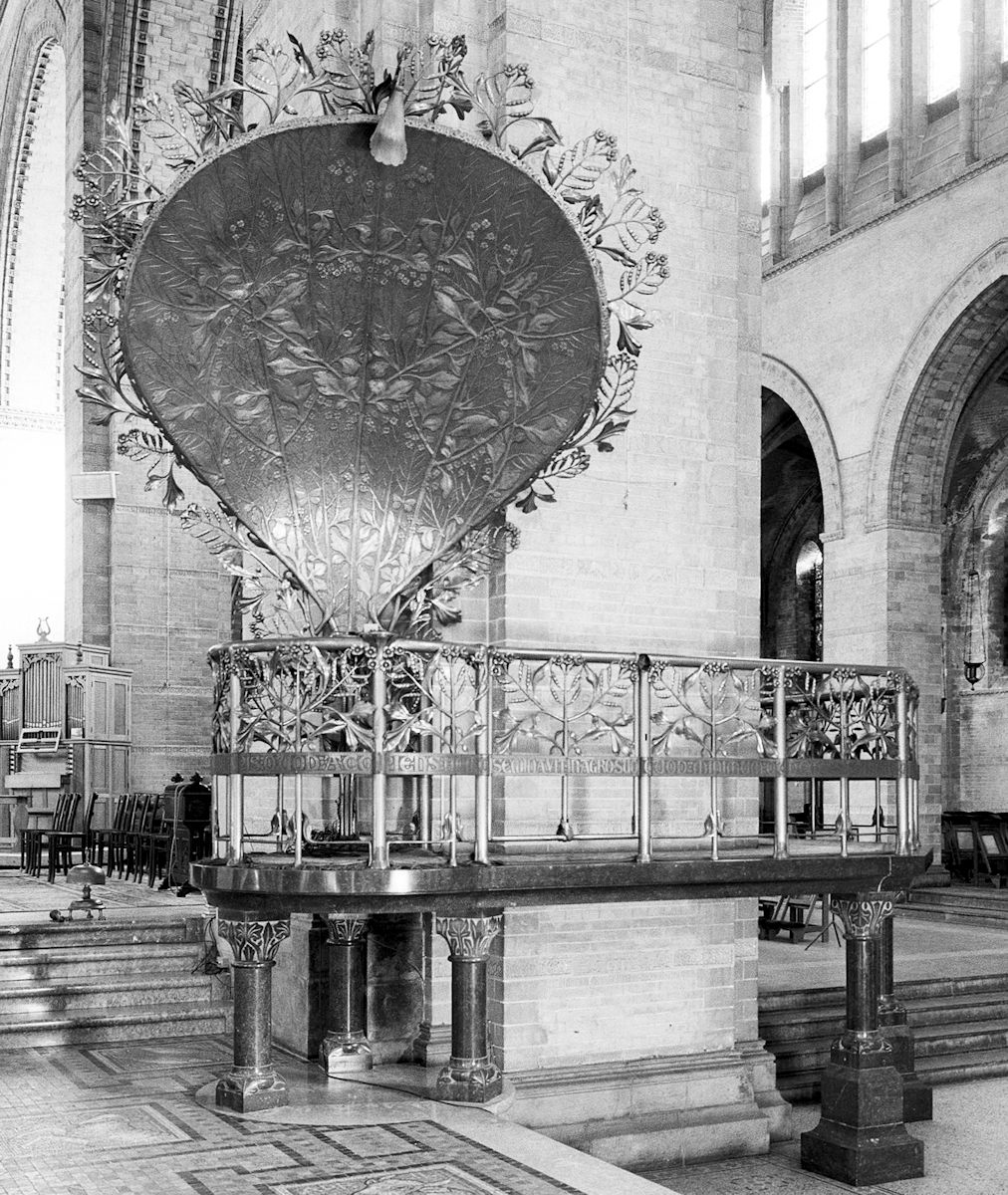
preekstoel, Haarlem (1912-1914)

- Biografisch Portaal: 32710645
- RKD-Nederlands Instituut voor Kunstgeschiedenis: 12905